# So Much for the Afterglow
So Much for the Afterglow — третий студийный альбом американской рок-группы Everclear, выпущенный 7 октября 1997 года на лейбле Capitol Records. В него вошли синглы «Everything to Everyone», «I Will Buy You a New Life», «Father of Mine», «So Much for the Afterglow» и «One Hit Wonder». Песни «Everything to Everyone», «I Will Buy You A New Life» и «Father of Mine» попали в ротацию на шоу MTV «Total Request Live» и принесли Everclear популярность в конце 1990-х годов. Альбом So Much for the Afterglow обеспечил Everclear единственную на сегодняшний день номинацию на премию «Грэмми» — в 1998 году за песню «El Distorto de Melodica» в категории «Лучший рок-инструментал». Альбом считается отходом от раннего панк-рокового и гранжевого звучания группы в сторону более поп-ориентированного звучания.
So Much for the Afterglow дебютировал на 33-м месте в чарте Billboard 200, продав 34 000 в первую неделю после выхода. Он оставался в чарте 88 недель и был сертифицирован 2×платиновым от RIAA в 1998 году. Он остаётся самым продаваемым альбомом Everclear, проданным в США в количестве 2,2 миллиона копий к июлю 2004 года.

## История
Первоначально он должен был называться Pure White Evil, однако в марте 1997 года название было изменено на So Much for the Afterglow.
В начале работы над альбомом вокалист Арт Алексакис хотел создать «сочетание более тяжёлых песен, более панковских песен, а затем более мелодичных вещей». К тому времени, когда закончились гастроли Sparkle and Fade и началась запись, направление альбома изменилось. Алексакис заметил MTV, что «дело в том, что Sparkle and Fade был рок-записью с поп-влиянием; на этот раз мы попытались сделать поп-запись с рок-влиянием».

## Отзывы
| Оценки критиков               | Оценки критиков |
| Источник                      | Оценка          |
| ----------------------------- | --------------- |
| AllMusic                      | [ 11 ]          |
| Chicago Tribune               | [ 12 ]          |
| Entertainment Weekly          | C+              |
| The Guardian                  | [ 14 ]          |
| Los Angeles Times             | [ 15 ]          |
| Pitchfork                     | 8.2/10          |
| Rolling Stone                 | [ 17 ]          |
| The Rolling Stone Album Guide | [ 18 ]          |
| Spin                          | 8/10            |
| The Village Voice             | B+              |

Альбом So Much for the Afterglow получил в основном положительную реакцию критиков..
Газета Orlando Sentinel в своей рецензии отметила: «Кажется, что Everclear пишут саундтрек к своей жизни, поют о „девушке по соседству“, бедности, эгоистичных снобах и отце, который бросил свою семью. Хотя Everclear и затрагивают некоторые депрессивные темы, их песни не превращаются в депрессивные фестивали в духе Pearl Jam благодаря позитивному взгляду группы и бодрой музыке». Spin утверждал, что альбом исследует «странно взрослые темы для альт-рока», а также отмечал сходство с предыдущими работами группы, заявляя: «На Sparkle and Fade центральные композиции „Santa Monica“ и „Summerland“ прямо говорят о побеге, чтобы начать новую жизнь в новом месте, на западе отсюда, у океана, если это вообще возможно. Теперь в „Amphetamine“ мисс Perfect-in-a-Fucked-Up-Way отправляется „на Запад, чтобы найти солнце“». Rolling Stone дал альбому смешанную рецензию, заявив, что «песни на So Much for the Afterglow представляют собой лишь ряд жертв, объектов растерянного презрения или своеобразного сострадания лидера Арта Алексакиса: пренебрежительное ничтожество из „Father of Mine“; угождающая людям нимфетка из первого сингла „Everything to Everyone“; двухмерная „журнальная девушка“ из „Amphetamine“. Алексакис, кажется, не способен на иронию, изображая этих людей в манере, которая никогда не бывает менее чем тяжёлой».
Стивен Томас Эрлевайн из Allmusic поставил оценку 4 из 5 звёзд и сказал: «Sparkle and Fade стал неожиданным хитом благодаря песне „Santa Monica“ — гранжевому, заразительному хиту, который запечатлел Everclear в их лучшем виде. Однако, как и многие гранж- и пост-гранж-рокеры, лидер Everclear Арт Алексакис чувствовал себя ограниченным своим скромным успехом и его последствиями, решив направить свою группу в новое экспериментальное русло для своего следующего альбома So Much for the Afterglow… Он пытается компенсировать это более сложной постановкой, с гармониями Beach Boy и приглашёнными музыкантами. Результат звучит не симфонически, а беспорядочно, и отвлекает от сильных сторон Everclear как прямолинейного гранж-трио. В альбоме есть несколько песен, которые демонстрируют группу с лучшей стороны, но их недостаточно, чтобы оправдать путаные попытки прогрессировать, которые превращают So Much for the Afterglow в беспорядочный роман».
В январе 1998 года газета The New York Times включила альбом So Much for the Afterglow в список «Best of '97», написав: «С громкими, несносными песнями, которые противостоят кризису семьи, опасностям моногамии и тискам денег, с точки зрения панка, пытающегося не саморазрушаться для разнообразия, Everclear совершенствуют бунтарский рок для взрослых». В 2017 году газета The Dallas Morning News включила альбом So Much for the Afterglow в статью под заголовком «Flash back to 1997: 5 альбомов, которые были так же хороши 20 лет назад, как и сегодня», отметив, что этот альбом превратил группу из «однохитового чуда в хедлайнера современного рока».

## Список композиций
Все тексты написаны Арт Алексакис, вся музыка написана Alexakis, Craig Montoya, Greg Eklund.
| №   | Название                                                                    | Длительность |
| --- | --------------------------------------------------------------------------- | ------------ |
| 1.  | «So Much for the Afterglow»                                                 | 3:53         |
| 2.  | «Everything to Everyone»                                                    | 3:20         |
| 3.  | «Ataraxia (Media Intro)» (отрывок из "The Relaxed Wife.")                   | 0:34         |
| 4.  | «Normal Like You»                                                           | 3:13         |
| 5.  | «I Will Buy You a New Life»                                                 | 3:58         |
| 6.  | «Father of Mine»                                                            | 3:52         |
| 7.  | «One Hit Wonder»                                                            | 3:28         |
| 8.  | «El Distorto de Melodica (Instrumental)»                                    | 3:07         |
| 9.  | «Amphetamine»                                                               | 3:36         |
| 10. | «White Men in Black Suits»                                                  | 3:32         |
| 11. | «Sunflowers»                                                                | 3:48         |
| 12. | «Why I Don't Believe in God»                                                | 4:17         |
| 13. | «Like a California King» (Содержит скрытый трек "Hating You for Christmas") | 8:08         |

| №   | Название                                                       | Длительность |
| --- | -------------------------------------------------------------- | ------------ |
| 13. | «Like a California King»                                       | 3:37         |
| 14. | «Local God» (Содержит скрытый трек "Hating You for Christmas") | 8:30         |

| №   | Название                                                         | Длительность |
| --- | ---------------------------------------------------------------- | ------------ |
| 13. | «Like a California King»                                         | 3:35         |
| 14. | «Southern Girls» (Cheap Trick cover)                             | 2:51         |
| 15. | «Speed Racer» (Содержит скрытый трек "Hating You for Christmas") | 7:01         |

| №  | Название                                                          | Длительность |
| -- | ----------------------------------------------------------------- | ------------ |
| 1. | «This Is Your Death Song» (Перезапись для Black Is the New Black) | 2:28         |

## Чарты
| Чарт (1997—1998)                  | Высшая позиция |
| --------------------------------- | -------------- |
| Австралия (ARIA)                  | 19             |
| Новая Зеландия (RMNZ)             | 5              |
| Шотландия (Scottish Albums Chart) | 94             |
| Великобритания (UK Albums Chart)  | 63             |
| США (Billboard 200)               | 33             |

| Чарт (1998)       | Позиция |
| ----------------- | ------- |
| США Billboard 200 | 74      |
| Чарт (1999)       | Позиция |
| США Billboard 200 | 112     |

## Сертификации
| Регион                                                      | Сертификация | Продажи |
| ----------------------------------------------------------- | ------------ | ------- |
| Австралия (ARIA)                                            | Золотой      | 35 000^ |
| ^ Данные о тиражах приведены только на основе сертификации. |              |         |